# Война между Бараса и Убаидат
Войната между Бараса и Убаида (на арабски: حرب البراعصة والعبيدات) е военен конфликт състоял се между 1860 – 1890 в северна Киренайка, Либия. Воюващите страни са племената Бараса и Убаидат. Войната преминава в превъзходство на Бараса, но в крайна сметка Убаидат печелят.

## Развой на войната
Войната започва през 1860. Турските сили подкрепят народа на Убаидат, но Бараса, печели първите сражения, като навлиза и завзема територии на Убаидат чак до „Аин Мара“, където обаче претърпяват погром. Войната завършва през 1890, със загуба на 2000 пехота от двете страни..